# Salignac-de-Mirambeau
Pour les articles homonymes, voir Salignac.
Salignac-de-Mirambeau est une commune du sud-ouest de la France, située dans le département de la Charente-Maritime (région Nouvelle-Aquitaine).
Ses habitants sont appelés les Salignacais et les Salignacaises.
La fête communale a lieu le dimanche après l'Ascension.

## Géographie

### Localisation et accès
Salignac-de-Mirambeau est une commune de Haute Saintonge appartenant au canton de Pons.

### Communes limitrophes
| Allas-Bocage | Agudelle   | Villexavier |
| Soubran      | Salignac   | Rouffignac  |
|              | Courpignac |             |

### Relief et géologie
Sur son territoire se trouve le point culminant du canton : 111 m d'altitude.

### Hydrographie
La commune appartient au territoire de l'Agence de l'Eau Adour Garonne. 35 % de son territoire est orienté vers le bassin du fleuve Charente et 65 % vers les bassins des fleuves côtiers.
Deux cours d'eau prennent leur source sur la commune : le S0321100 (il n'a pas de nom, seulement son numéro de codification SANDRE), long de 2,4 km, sourd le long de la D 149 entre chez Brochon et chez Cayé et le ruisseau de Tailledis (codification SANDRE S0320870), long de 3,2 km, sourd derrière le château du logis de Salignac. Le premier rejoint le second qui se jette dans l'Yvotte à la jonction des communes de Rouffignac, Courpignac et Chamouillac.

### Végétation
84 % du territoire est classé en terres agricoles, le reste en forêts et milieux semi-naturels.

## Urbanisme

### Typologie
Au 1er janvier 2024, Salignac-de-Mirambeau est catégorisée commune rurale à habitat très dispersé, selon la nouvelle grille communale de densité à 7 niveaux définie par l'Insee en 2022.
Elle est située hors unité urbaine. Par ailleurs la commune fait partie de l'aire d'attraction de Jonzac, dont elle est une commune de la couronne,. Cette aire, qui regroupe 35 communes, est catégorisée dans les aires de moins de 50 000 habitants,.

### Occupation des sols
L'occupation des sols de la commune, telle qu'elle ressort de la base de données européenne d’occupation biophysique des sols Corine Land Cover (CLC), est marquée par l'importance des territoires agricoles (83,9 % en 2018), une proportion identique à celle de 1990 (83,9 %). La répartition détaillée en 2018 est la suivante : 
terres arables (58,9 %), zones agricoles hétérogènes (18,9 %), forêts (16,1 %), cultures permanentes (6,1 %). L'évolution de l’occupation des sols de la commune et de ses infrastructures peut être observée sur les différentes représentations cartographiques du territoire : la carte de Cassini (XVIIIe siècle), la carte d'état-major (1820-1866) et les cartes ou photos aériennes de l'IGN pour la période actuelle (1950 à aujourd'hui).

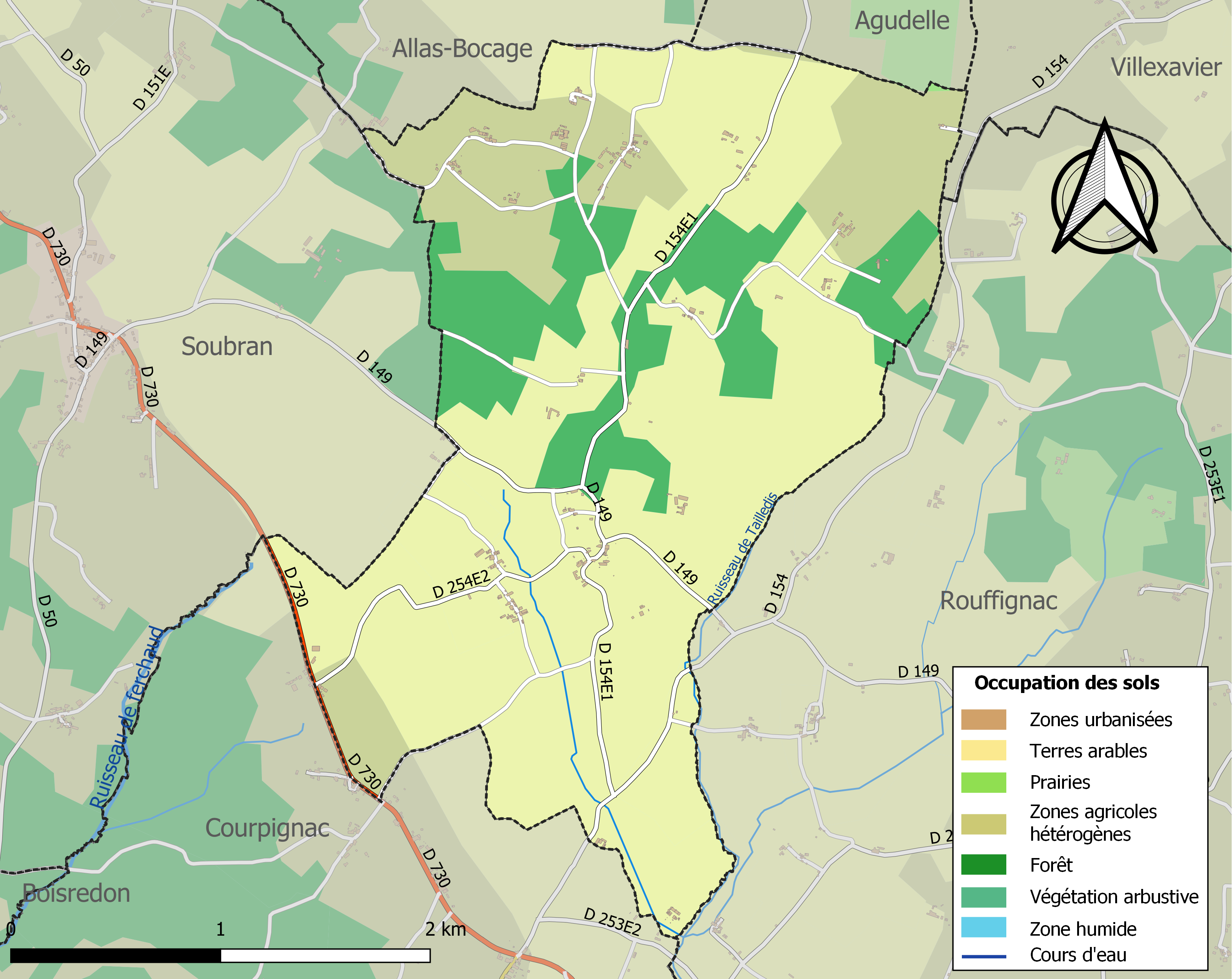
Carte des infrastructures et de l'occupation des sols de la commune en 2018 (CLC).

### Risques majeurs
Le territoire de la commune de Salignac-de-Mirambeau est vulnérable à différents aléas naturels : météorologiques (tempête, orage, neige, grand froid, canicule ou sécheresse), mouvements de terrains et séisme (sismicité faible). Il est également exposé à deux risques technologiques, le transport de matières dangereuses et le risque nucléaire. Un site publié par le BRGM permet d'évaluer simplement et rapidement les risques d'un bien localisé soit par son adresse soit par le numéro de sa parcelle.

#### Risques naturels

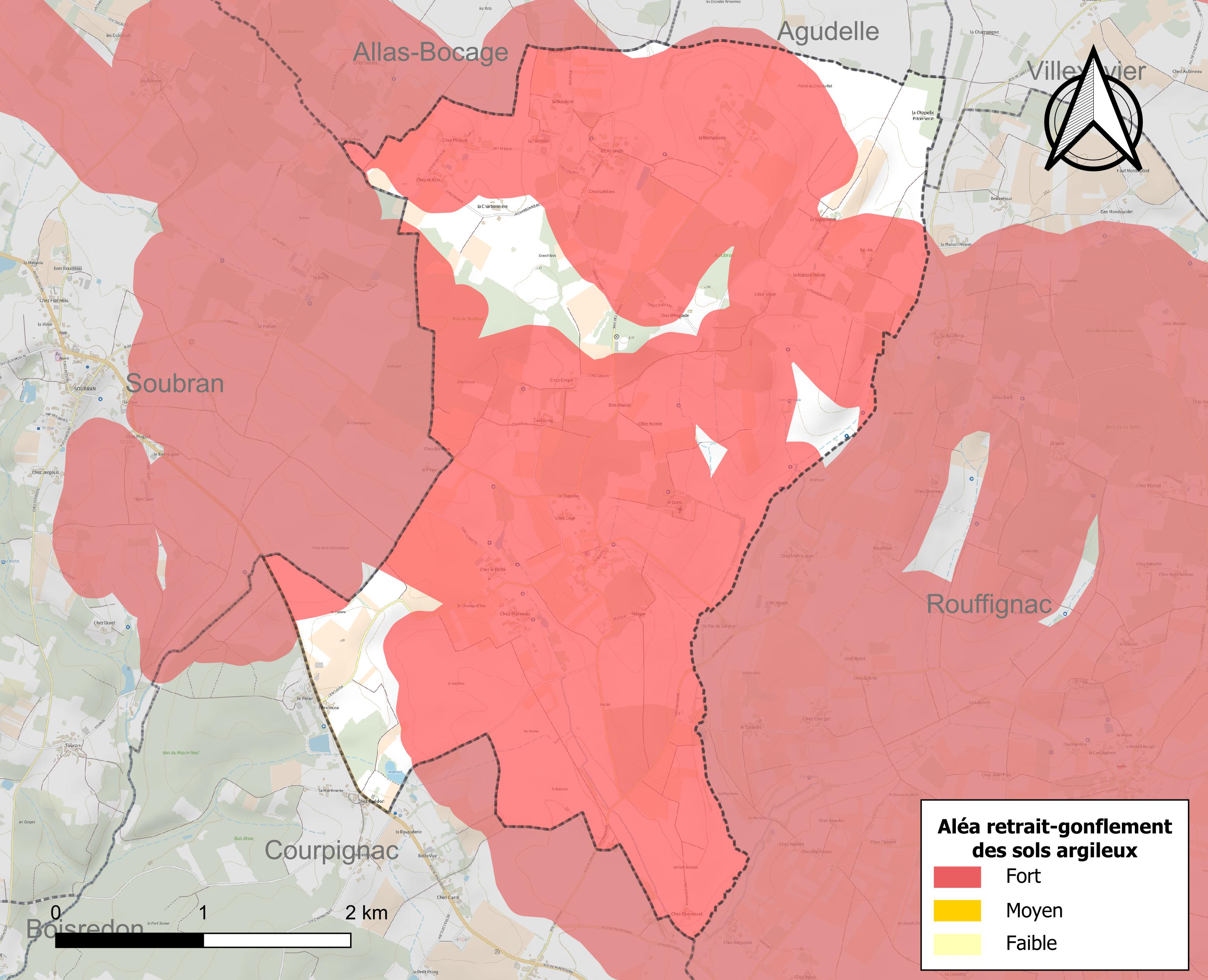
Carte des zones d'aléa retrait-gonflement des sols argileux de Salignac-de-Mirambeau.

Les mouvements de terrains susceptibles de se produire sur la commune sont des tassements différentiels.
Le retrait-gonflement des sols argileux est susceptible d'engendrer des dommages importants aux bâtiments en cas d’alternance de périodes de sécheresse et de pluie. 83,3 % de la superficie communale est en aléa moyen ou fort (54,2 % au niveau départemental et 48,5 % au niveau national). Sur les 92 bâtiments dénombrés sur la commune en 2019, 86 sont en aléa moyen ou fort, soit 93 %, à comparer aux 57 % au niveau départemental et 54 % au niveau national. Une cartographie de l'exposition du territoire national au retrait gonflement des sols argileux est disponible sur le site du BRGM,.
Par ailleurs, afin de mieux appréhender le risque d’affaissement de terrain, l'inventaire national des cavités souterraines permet de localiser celles situées sur la commune.
La commune a été reconnue en état de catastrophe naturelle au titre des dommages causés par les inondations et coulées de boue survenues en 1982, 1999 et 2010. Concernant les mouvements de terrains, la commune a été reconnue en état de catastrophe naturelle au titre des dommages causés par la sécheresse en 1989 et 2003 et par des mouvements de terrain en 1999 et 2010.

#### Risques technologiques
Le risque de transport de matières dangereuses sur la commune est lié à sa traversée par une ou des infrastructures routières ou ferroviaires importantes ou la présence d'une canalisation de transport d'hydrocarbures. Un accident se produisant sur de telles infrastructures est susceptible d’avoir des effets graves sur les biens, les personnes ou l'environnement, selon la nature du matériau transporté. Des dispositions d’urbanisme peuvent être préconisées en conséquence.
La commune étant située totalement dans le périmètre du plan particulier d'intervention (PPI) de 20 km autour de la centrale nucléaire du Blayais, elle est exposée au risque nucléaire. En cas d'accident nucléaire, une alerte est donnée par différents médias (sirène, sms, radio, véhicules). Dès l'alerte, les personnes habitant dans le périmètre de 2 km se mettent à l'abri. Les personnes habitant dans le périmètre de 20 km peuvent être amenées, sur ordre du préfet, à évacuer et ingérer des comprimés d’iode stable,,.

## Toponymie
Le nom du village est issu de l'anthroponyme gallo-romain Sallinius, suivi du suffixe -acum.

## Histoire
Le territoire fut donné avant 1118, par l'évêque de Saintes, aux moines de l'abbaye de La Couronne, près d'Angoulême. Ceux-ci y construisirent un prieuré dont il reste l'actuelle église Saint-Pierre.
L'église est donnée en 1344 à l'abbaye de la Chaise-Dieu sous l'appellation "Saint-Sulpice"
L'état des corvées de 1784 indique que Salignac se trouvait alors dans la subdélégation de Barbezieux.

## Administration
Le 8 mars 1962 Salignac devient Salignac-de-Mirambeau.

### Liste des maires

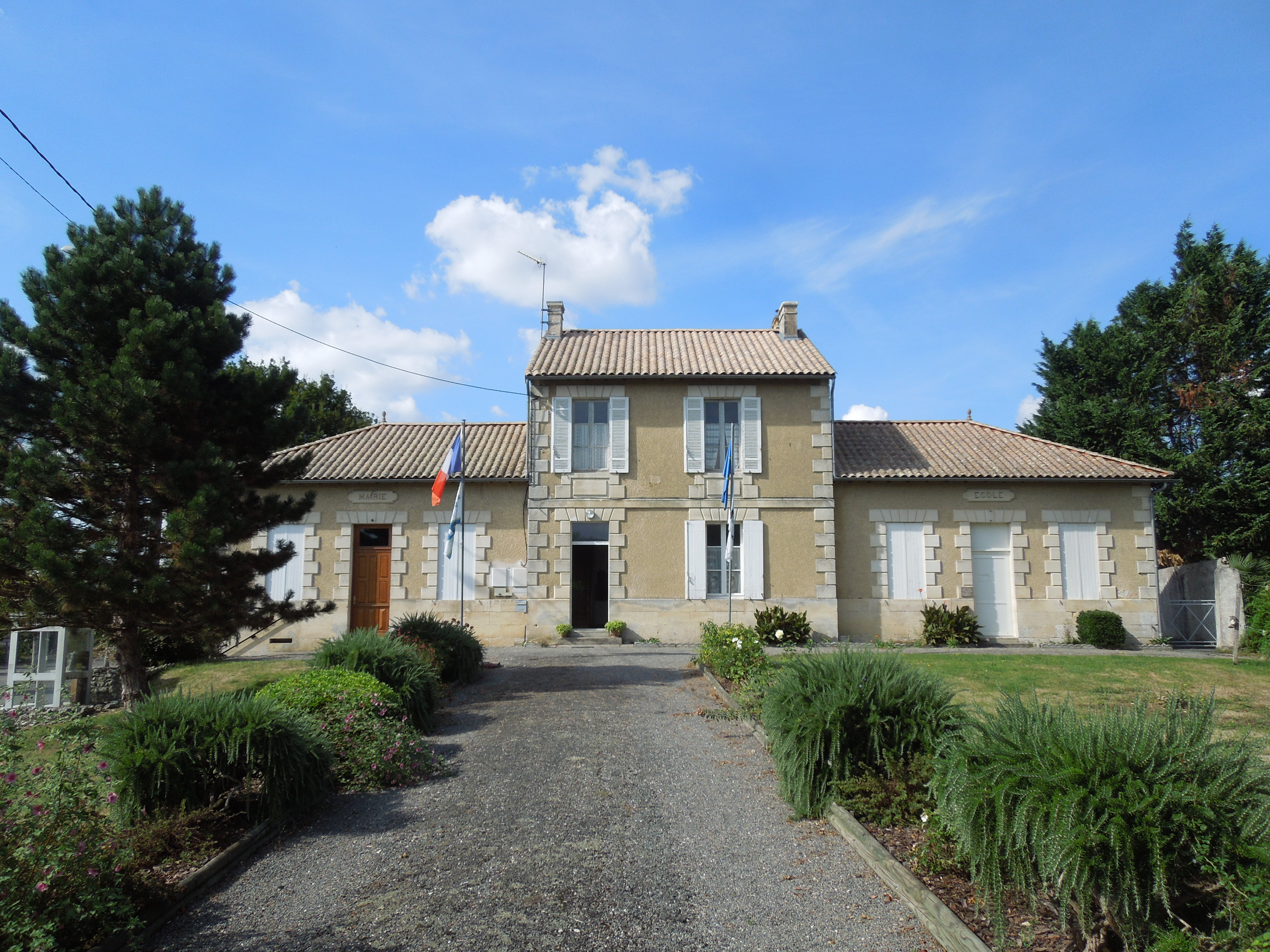
La mairie

| Période                                  | Période  | Identité    | Étiquette | Qualité              |
| ---------------------------------------- | -------- | ----------- | --------- | -------------------- |
| 1995                                     | en cours | Pierre Rozé | DVG       | Agriculteur retraité |
| Les données manquantes sont à compléter. |          |             |           |                      |

### Région
À la suite de la mise en application de la réforme administrative de 2014 ramenant le nombre de régions de France métropolitaine de 22 à 13, la commune appartient depuis le 1er janvier 2016 à la région Nouvelle-Aquitaine, dont la capitale est Bordeaux. De 1972 au 31 décembre 2015, elle a appartenu à la région Poitou-Charentes, dont le chef-lieu était Poitiers.

## Démographie

### Évolution démographique
L'évolution du nombre d'habitants est connue à travers les recensements de la population effectués dans la commune depuis 1793. Pour les communes de moins de 10 000 habitants, une enquête de recensement portant sur toute la population est réalisée tous les cinq ans, les populations de référence des années intermédiaires étant quant à elles estimées par interpolation ou extrapolation. Pour la commune, le premier recensement exhaustif entrant dans le cadre du nouveau dispositif a été réalisé en 2007.

En 2022, la commune comptait 164 habitants, en stagnation par rapport à 2016 (Charente-Maritime : +4,04 %, France hors Mayotte : +2,11 %).
| 1793 | 1800 | 1806 | 1821 | 1831 | 1836 | 1841 | 1846 | 1851 |
| ---- | ---- | ---- | ---- | ---- | ---- | ---- | ---- | ---- |
| 405  | 402  | 409  | 456  | 427  | 407  | 404  | 416  | 408  |

| 1856 | 1861 | 1866 | 1872 | 1876 | 1881 | 1886 | 1891 | 1896 |
| ---- | ---- | ---- | ---- | ---- | ---- | ---- | ---- | ---- |
| 370  | 377  | 391  | 375  | 388  | 360  | 364  | 297  | 295  |

| 1901 | 1906 | 1911 | 1921 | 1926 | 1931 | 1936 | 1946 | 1954 |
| ---- | ---- | ---- | ---- | ---- | ---- | ---- | ---- | ---- |
| 296  | 294  | 323  | 269  | 237  | 244  | 280  | 270  | 243  |

| 1962 | 1968 | 1975 | 1982 | 1990 | 1999 | 2006 | 2007 | 2012 |
| ---- | ---- | ---- | ---- | ---- | ---- | ---- | ---- | ---- |
| 244  | 223  | 197  | 179  | 179  | 154  | 150  | 149  | 162  |

| 2017 | 2022 | - | - | - | - | - | - | - |
| ---- | ---- | - | - | - | - | - | - | - |
| 164  | 164  | - | - | - | - | - | - | - |

## Lieux et monuments
L'église paroissiale Saint-Pierre datant du XIIe siècle (avec des modifications datées des XVe et XVIIe siècles) est classée monument historique par arrêté du 18 mars 1970. L'abside et le transept sont voûtés en cul de four. Le chœur par un berceau plein cintre. Les façades nord-est et sud du chœur conservent des vestiges romans. Cette église a été copieusement restaurée avec, notamment, un nouveau clocher en lieu et place du précédent, en béton, qui succédait lui-même au clocher d'origine, tombé dans les années cinquante. L'intérieur a également été largement repris. L'édifice a été inauguré début 2020.
Un chêne de 18 mètres de haut avec une circonférence de 4,72 m croît toujours au lieu-dit Caubourg.

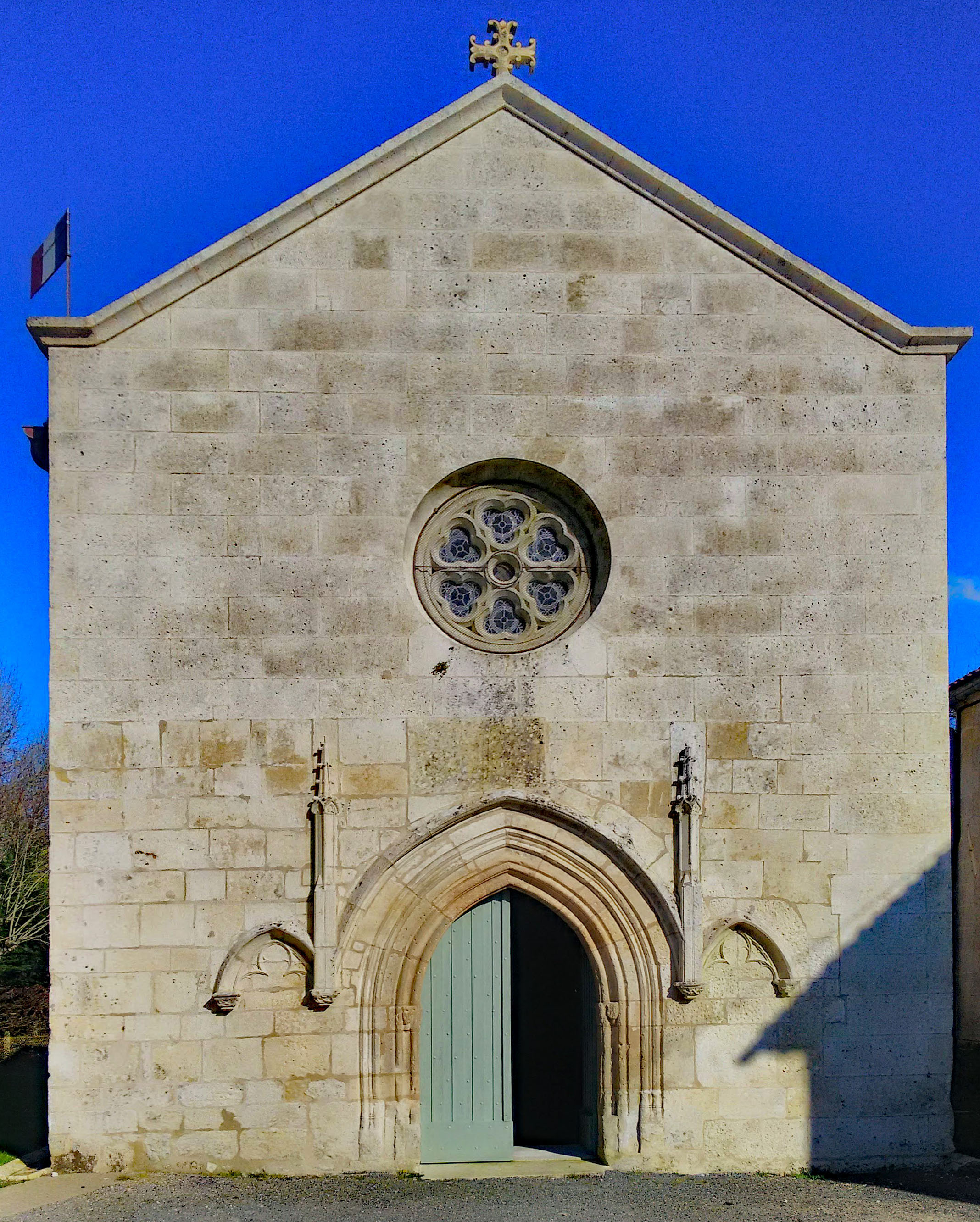
Façade
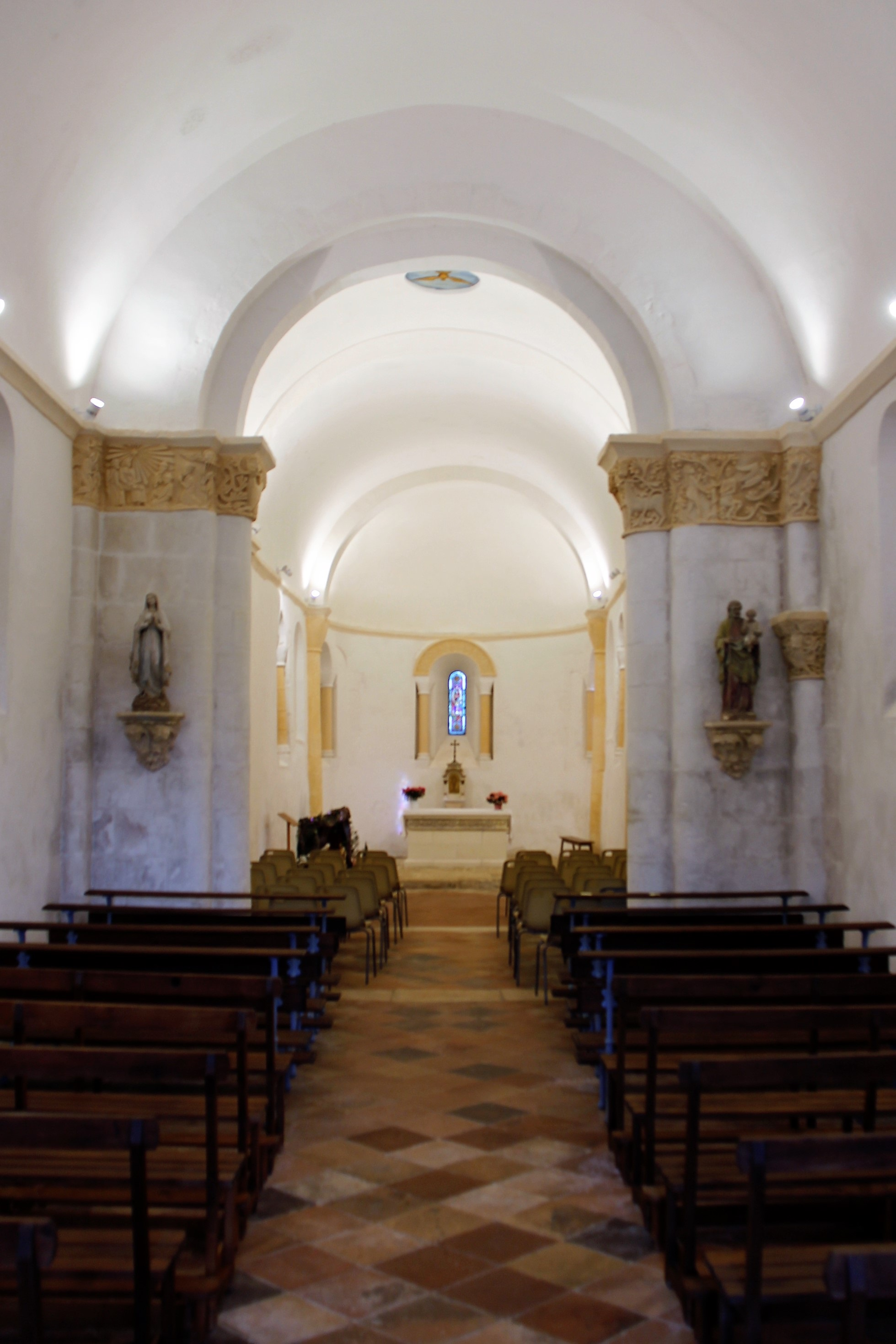
La nef centrale
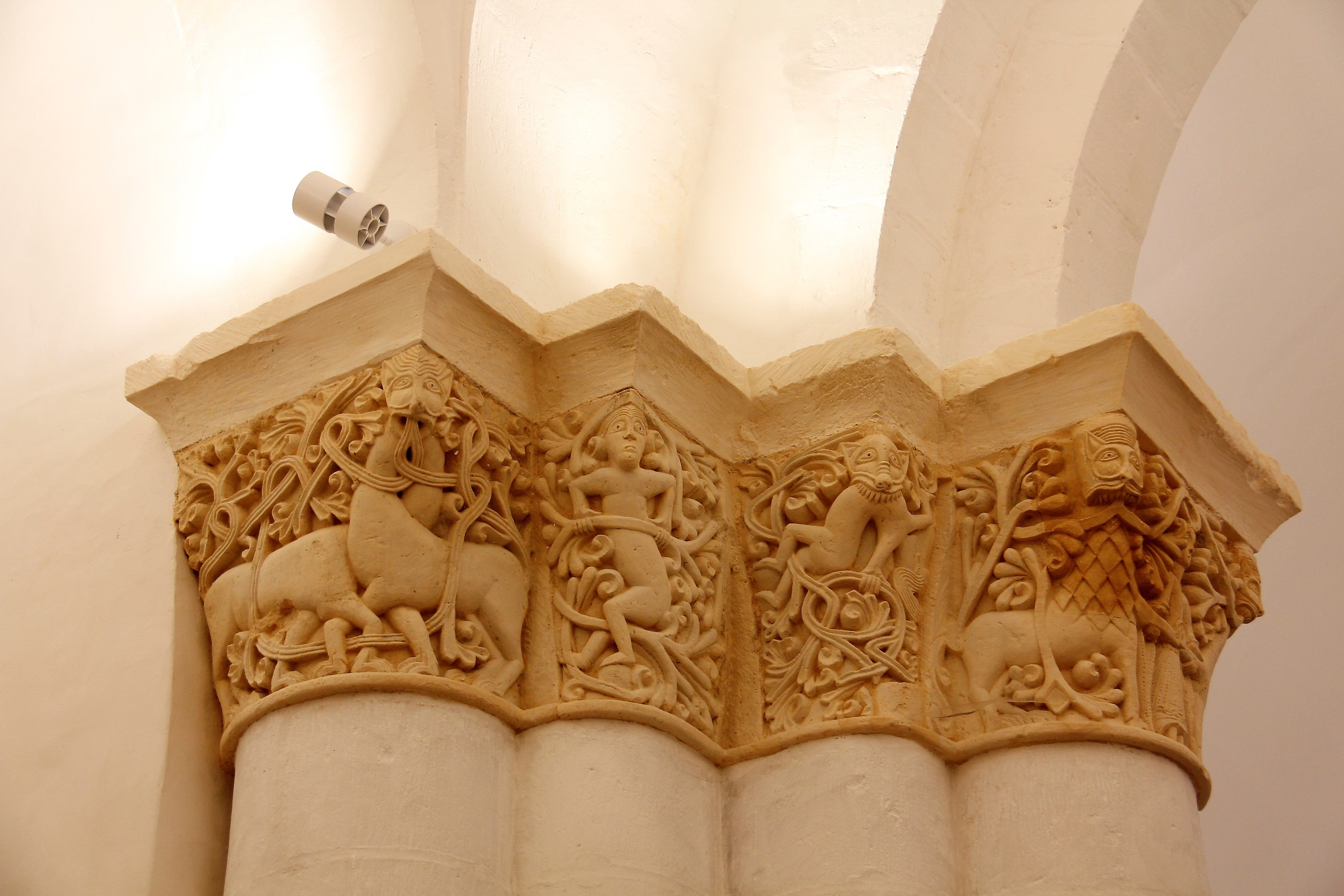
Chapiteau
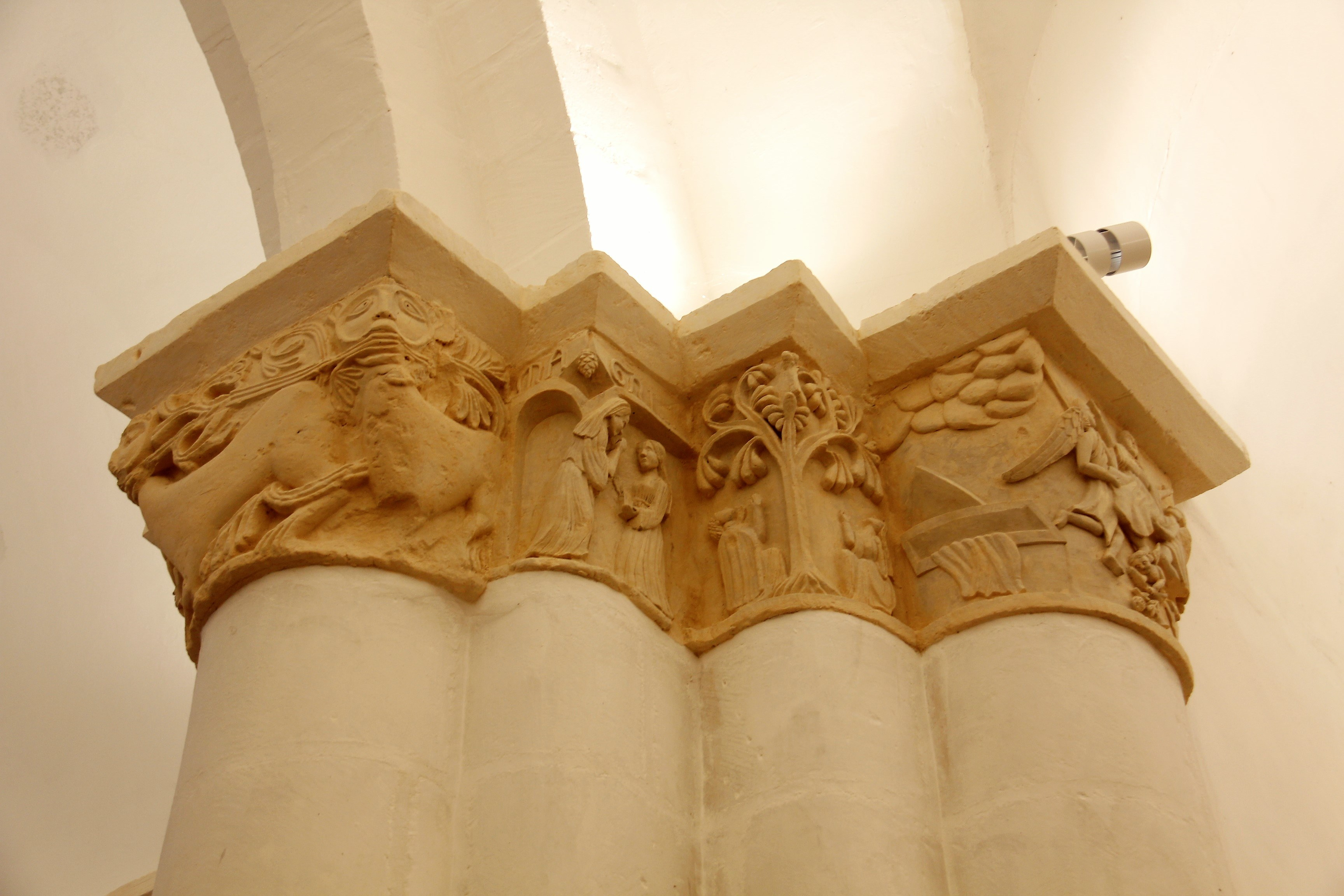
Chapiteau
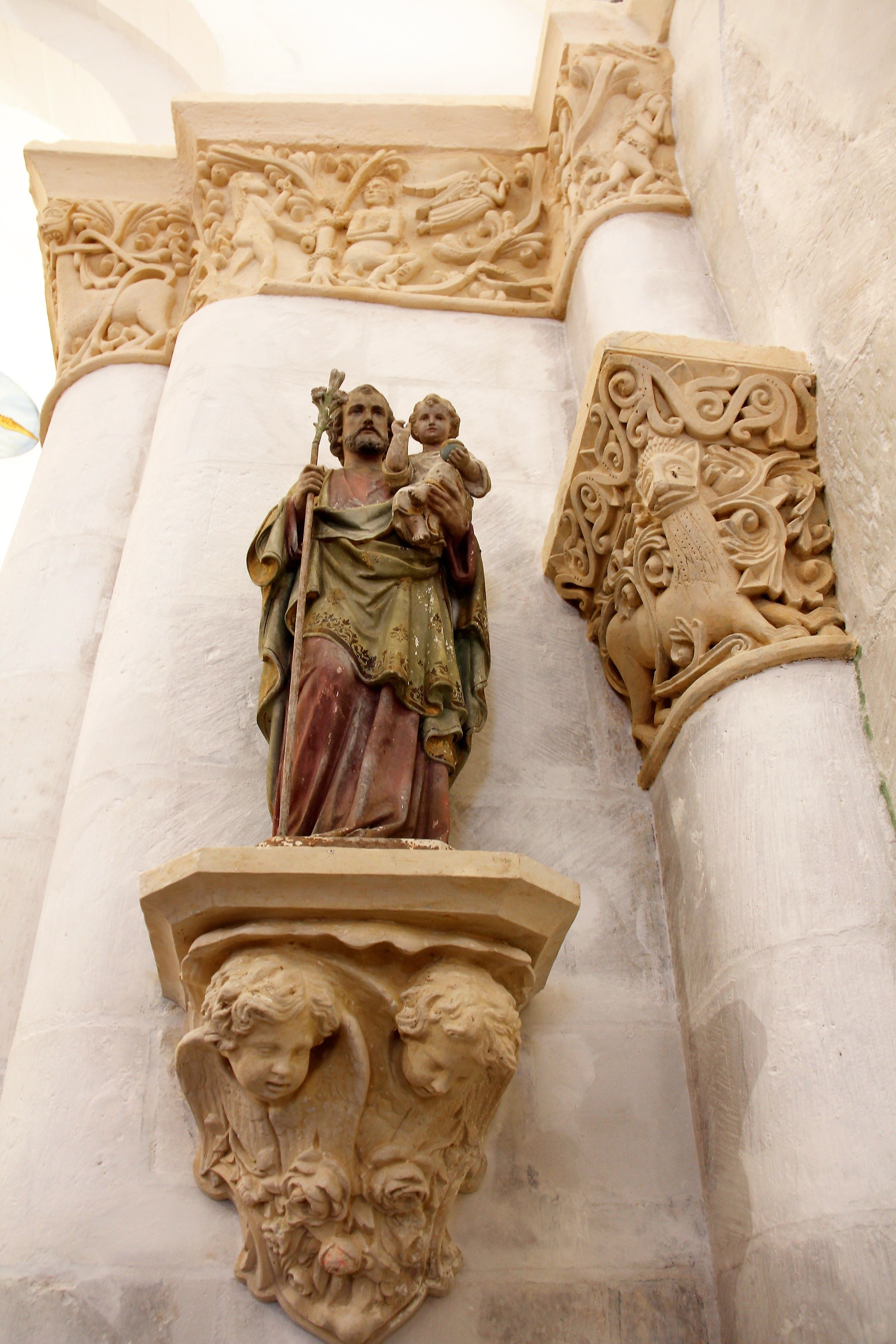
Intérieur
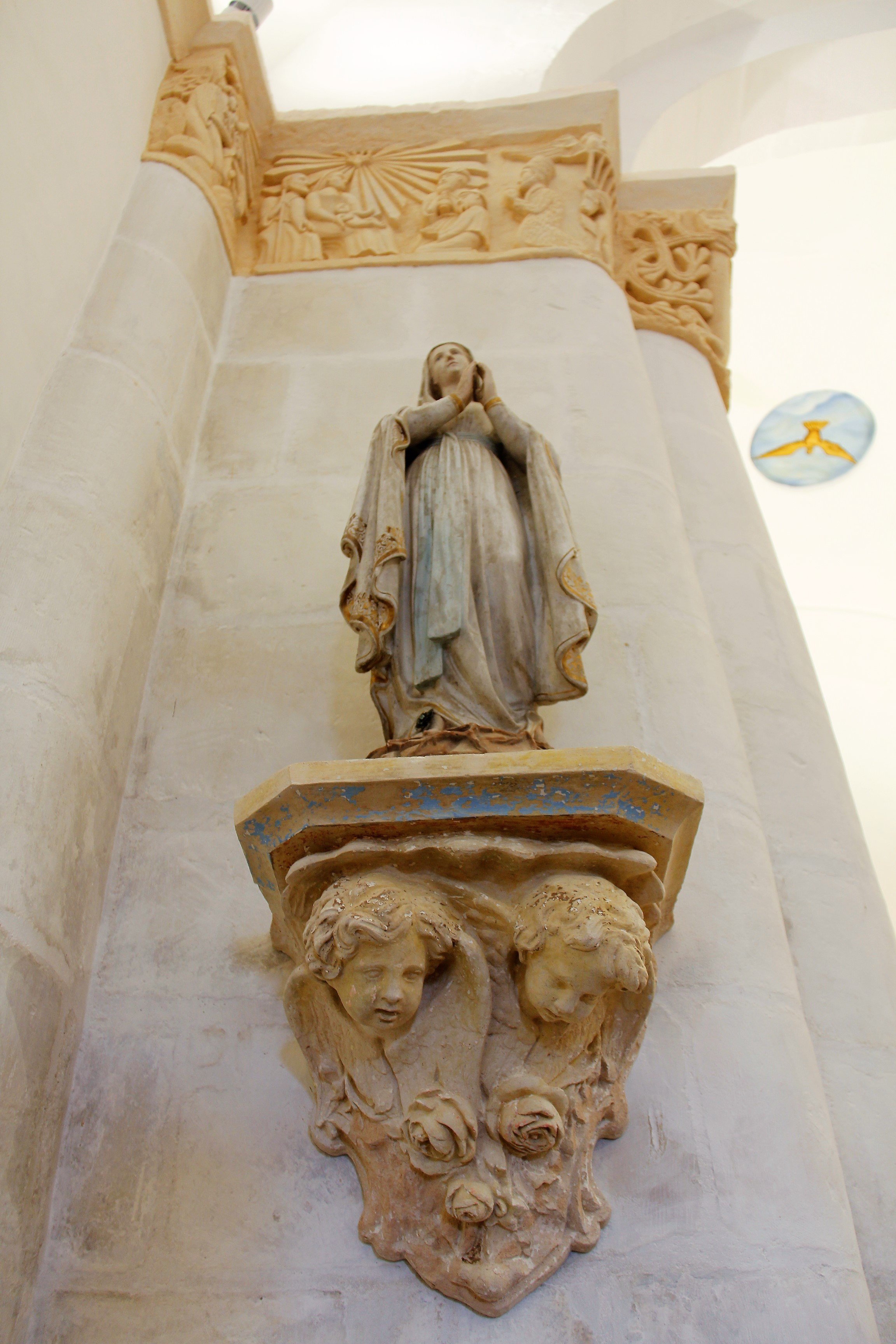
Intérieur
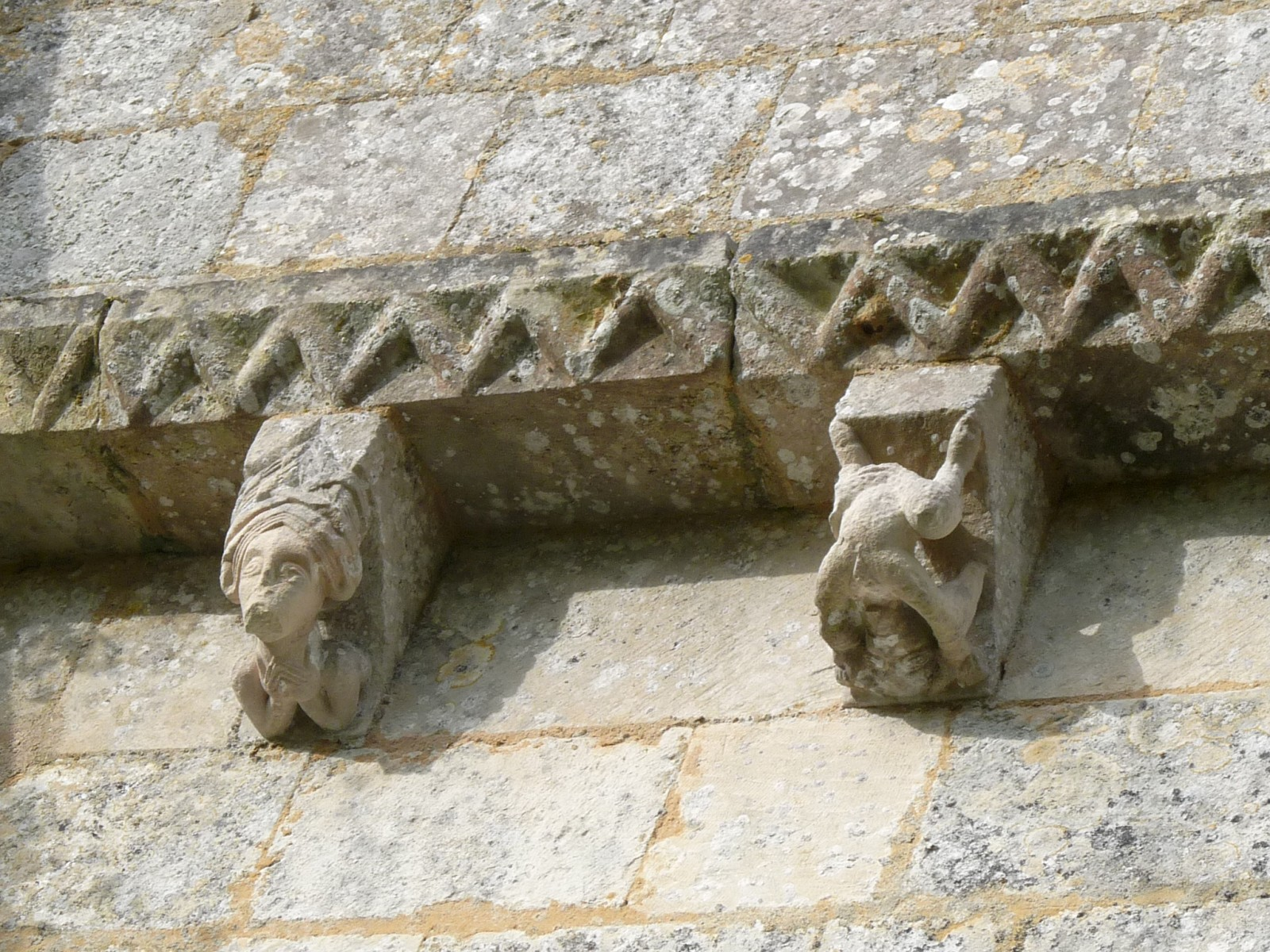
Modillons sur l'abside
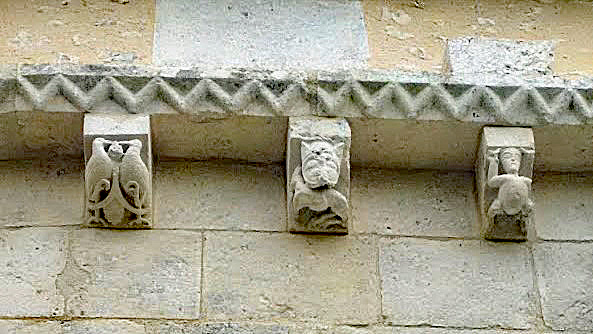
Modillons façade nord
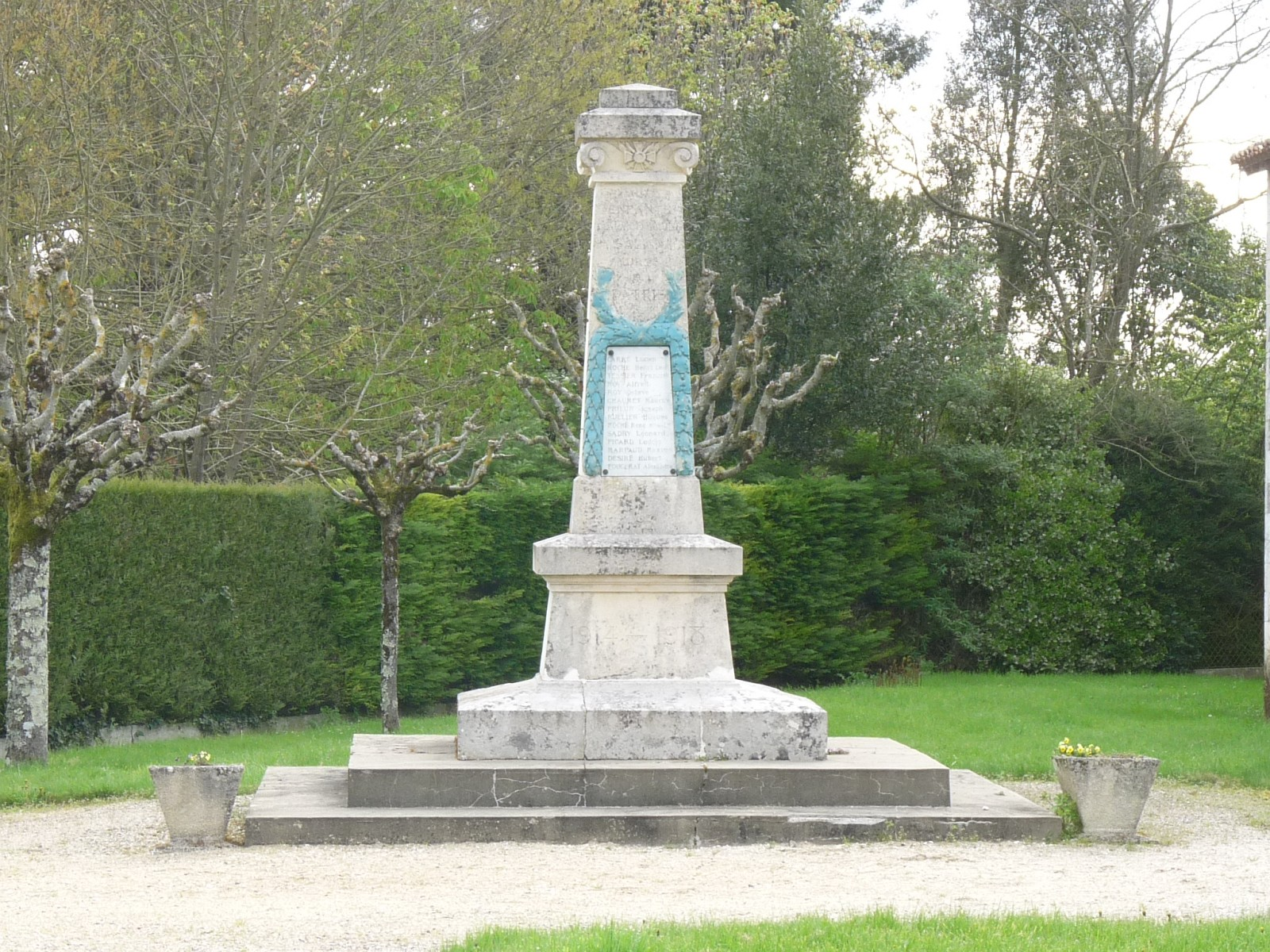
Monument aux morts